# Kineothrix
Kineothrix es un género de bacterias de la familia Lachnospiraceae. Actualmente (2023) sólo contiene una especie: Kineothrix alysoides. Fue descrita en el año 2017. Su etimología hace referencia a movimiento de pelo. El nombre de la especie hace referencia a forma de cadena. Tiene estructura de grampositiva aunque se tiñe como gramnegativa. Es anaerobia estricta, móvil y formadora de esporas ovoides terminales. Tiene un tamaño de 0,5-0,6 μm de ancho por 3,3-6,7 μm de largo. Muestra movimiento direccional, mediante flagelo polar. Temperatura de crecimiento entre 15-40 °C, óptima de 35-40 °C. Catalasa y oxidasa negativas. Se ha aislado del suelo. También se ha aislado en el intestino humano.